# Szőcs János (labdarúgó)
Szőcs János, (Ikervár, 1933. február 18. –) labdarúgó, jobbhátvéd, majd edző. 1975-ben egy mérkőzésig a magyar labdarúgó-válogatott megbízott szövetségi kapitánya.  A 4 általános elvégzése után zalaegerszegi rokonaihoz került, az akkori Deák Ferenc, ma már Zrinyi Miklós Gimnáziumban végezte a 8 osztályt. Ez a sikerekben, sportéletben gazdag időszak pecsételte meg zalaegerszegi kötödését.

## Pályafutása

### Klubcsapatban
Labdarúgó pályafutását a Zrínyi SE-ben kezdte, de más sportágakban is jeleskedett. Az 1948-49 évi Országos Középiskolás kosárlabda bajnokság négyes döntőjében zalaegerszegi gimnazistaként szintén részt vett.
1951-ben, érettségi után, a Zalai Építőknél játszott, majd a ZTE akkori elődjéhez, az akkor NBII-es Vörös Meteorhoz hívták, ahol 1952-1953-ig futballozott. Pályafutásában következett a megyei szintű Pécsi EAC, hiszen a tanárképző főiskolát már Pécsen végezte, aztán a sorsnak köszönhetően Pécs akkor kapott NBI-es jogot, így 1955-ben a Pécsi Dózsához igazolt, ahol 1958-ig csapat meghatározó játékosa volt.
Játékára a Budapest Honvéd is felfigyelt és 1958-ban leigazolta a tehetséges focistát. 1962-ig a csapat tagja maradt.
Az aranycsapat tagjainak nagy része akkor már külföldre igazolt, de ott volt még a csapatban Bozsik, Budai, Kotász és Szőcs János. A csapat legnagyobb sikere az 1959-es Közép Európai Kupának a megnyerése volt.

### Edzőként
A Budapest Honvédban töltött ideje alatt elvégezte az akkor legmagasabb edző minősítést, játékosként szakedző lett. 1962-ben már az NB1-es Komlói Bányász keretének tagja, 1965-ig meghatározó játékosa volt. Majd 1965 és 1967 között pedig a Komlói Bányász vezetőedzője lett. Ebben az évben kereste fel a Zalaegerszeg, az akkori feltételek szerint, testnevelő tanári állást kellett vállalnia egy zalaegerszegi iskolában, mindemellett városi szakfelügyelőnek is felkérték, másodállásban pedig edzőként rábízták az akkori ZTE csapatát, a cél az NBII megnyerése volt, hiszen a csapat már 5 év óta próbálkozott a feljutással. Szőcs János a komlói fizetése feléért vállalta a megbízást, hiszen szívügye volt a zalai futball, és ezzel a vállalással egy sikeres évtized kezdődött a ZTE csapata számára.
A ZTE mestere volt 1968-1978-ig. 1968 januárjától, 3,5 év alatt felrepítette a csapatot a legmagasabb osztályba. Az NBI-be felkerült keretben 18-an zalai nevelésű játékosok voltak. 1975-ben egy mérkőzésen szövetségi kapitányként a Magyar válogatottat is irányíthatta április 16-án a Wales elleni EB selejtezőn. 1978-ban elérkezett számára a váltás ideje, a Pécsi MSC-hez került vezetőedzőként 1981-ig.
1981-82 között visszahozta a sors Zalaegerszegre vezetőedzőként a ZTE-hez, immár második alkalommal. Majd következett a Nagykanizsai Olajbányász és a Keszthelyi Haladás csapatának irányítása. 1995-96-os szezonban újra visszafújta a szél a ZTE-hez. 7 meccset vállalt, de már a 3. mérkőzésén bebiztosította a csapat az NBI-es tagságot.

## Sikerei, díjai
- Magyar bajnokság (játékosként)
  - 3.: 1958–59
- 2002 decemberében a ZTE Kék-Fehér Gálán Életműdíjat kapott.
- Zala megye Megyei jogú város közgyűlése, 2003 májusában Zalaegerszeg sportéletében játszott kiemelkedő szerepéért, a labdarúgó sportág elismertségének növelésében, a tehetségek gondozásában, magas szakmai színvonalon végzett fáradhatatlan tevékenységéért, mellyel elévülhetetlen érdemeket szerzett Zalaegerszeg városának Pro Urbe Zalaegerszeg kitüntető címet adományozták számára.[2]
- 2009-ben Szőcs János az MLSZ legmagasabb, azaz arany fokozatú emlékérmét vehette át az UEFA, illetve a FIFA vezetőitől, a magyar labdarúgásért végzett kimagasló, áldozatkész tevékenységéért.

## Statisztika

### Mérkőzése szövetségi kapitányként
| Magyarország | Magyarország      | Magyarország         | Magyarország | Magyarország | Magyarország | Magyarország | Magyarország | Magyarország |
| #            | Dátum             | Helyszín             | Hazai        | Eredmény     | Vendég       | Kiírás       | Gólok        | Esemény      |
| ------------ | ----------------- | -------------------- | ------------ | ------------ | ------------ | ------------ | ------------ | ------------ |
| 1.           | 1975. április 16. | Budapest, Népstadion | Magyarország | 1 – 2        | Wales        | Eb-selejtező | -            |              |
|              | Összesen          |                      |              | -            | mérkőzés     |              | -            | gól          |